# Wereldkampioenschappen schaatsen afstanden 2024 - 10.000 meter mannen
De 10.000 meter mannen op de wereldkampioenschappen schaatsen afstanden 2024 werd gereden op zondag 18 februari 2024 in de Olympic Oval in Calgary, Canada.
Titelverdediger was Davide Ghiotto.

## Uitslag
| #      | Schaatser        | Land             | Tijd        | Verschil  | Rit |
| ------ | ---------------- | ---------------- | ----------- | --------- | --- |
| Goud   | Davide Ghiotto   | Italië           | 12.38,82 PR | -         | 6 O |
| Zilver | Ted-Jan Bloemen  | Canada           | 12.47,01    | + 8,19    | 4 I |
| Brons  | Graeme Fish      | Canada           | 12.48,61    | + 9,79    | 2 O |
| 4      | Patrick Roest    | Nederland        | 12.50,32    | + 11,50   | 5 I |
| 5      | Jorrit Bergsma   | Nederland        | 12.50,91    | + 12,09   | 4 O |
| 6      | Sander Eitrem    | Noorwegen        | 13.01,71 PR | + 22,89   | 1 I |
| 7      | Wu Yu            | China            | 13.06,93 PR | + 28,11   | 3 I |
| 8      | Michele Malfatti | Italië           | 13.07,01    | + 28,19   | 5 O |
| 9      | Bart Swings      | België           | 13.07,45    | + 28,63   | 6 I |
| 10     | Casey Dawson     | Verenigde Staten | 13.08,35    | + 29,53   | 1 O |
| 11     | Riku Tsuchiya    | Japan            | 13.27,84    | + 49,02   | 2 I |
| 12     | Wang Shuaihan    | China            | 14.01,72    | + 1.22,90 | 3 O |

De Noor Hallgeir Engebråten had zich voor de wedstrijd teruggetrokken. Casey Dawson vulde de vrijgekomen plek.

## IJs- en klimaatcondities
|                  | Start  | Dweil  | Eind   |
| ---------------- | ------ | ------ | ------ |
| Tijd             | 13:07  | 14:05  | 14:50  |
| Luchttemperatuur | 16,9°C | 16,8°C | 16,8°C |
| IJstemperatuur   | -8,3°C | -8,4°C | -8,4°C |
| Luchtvochtigheid | 27,0%  | 28,0%  | 28,0%  |

1996 · 
1997 · 
1998 · 
1999 · 
2000 · 
2001 · 
2003 · 
2004 · 
2005 · 
2007 · 
2008 · 
2009 · 
2011 · 
2012 · 
2013 · 
2015 · 
2016 · 
2017 · 
2019 ·
2020 ·
2021 ·
2023 ·
2024 ·
2025